# Rudolf Kempe

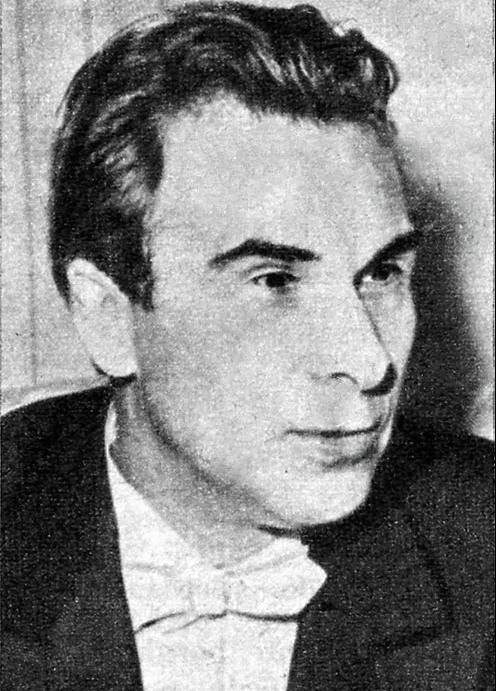
Rudolf Kempe in 1961

Rudolf Kempe (Dresden, 14 juni 1910 – Zürich, 12 mei 1976) was een Duits dirigent.

## Leven en werk

### Vanaf 1910
In zijn geboorteplaats studeerde hij vanaf zijn 14e jaar aan de school van de Sächsische Staatsoper. Daarna was hij hoboïst in het operaorkest van Dortmund. In 1929 werd hij 1e hoboïst van het Gewandhausorchester in Leipzig. Daarnaast trad hij op als pianist, zowel als solist, als begeleider of in kamerensembles. Dit leidde in 1933 tot zijn benoeming als koorrepetitor van de opera van Leipzig; later werd hij er dirigent.

### Vanaf 1940
In de Tweede Wereldoorlog werd hij als dienstplichtige opgeroepen, maar in plaats van in actieve dienst kon hij zijn tijd uitdienen met muzikale activiteiten voor de troepen. Later werd hij chef-dirigent van de opera van Chemnitz. Vanaf 1949 tot 1952 was hij dirigent van de opera van Dresden en daarmee van de Staatskapelle Dresden waarmee hij zijn eerste plaatopnamen maakte. Aan dat orkest bleef hij daarna voor altijd verbonden. Daarnaast maakte hij internationaal carrière toen hij in 1951 een aantal keren dirigeerde bij de Weense Staatsopera, waarmee hij ook opnamen maakte. Door deze concerten en opnamen werd hem gevraagd Georg Solti op te volgen als chef-dirigent van de Bayerische Staatsoper in München (1952-1954). Hij kreeg daarvoor toestemming van de DDR-autoriteiten. Met de Beierse Staatsopera gaf hij in 1953 een dermate goede uitvoering in het Royal Opera House Covent Garden te Londen, dat hem direct gevraagd werd te blijven. Kempe weigerde deze aanbieding (hij zou nergens meer vaste dirigent worden van een operagezelschap), maar keerde regelmatig naar Covent Garden terug, waar hij immens populair werd. Hij bleef daarnaast ook uitvoeringen geven in München.

### Vanaf 1960
In 1960 was de tijd rijp voor een reeks optredens bij de Bayreuther Festspiele met een uitvoering van Der Ring des Nibelungen van Richard Wagner. Sinds 1955 werkte hij ook als dirigent bij het Royal Philharmonic Orchestra; op verzoek van de mede-oprichter van het orkest Thomas Beecham was hij van 1961 tot 1975 chef-dirigent. Hij voerde een beleidswijziging in door ook vrouwelijke musici aan te stellen; het alleen uit mannen bestaande orkest deed hem te veel denken aan het leger. Vanaf 1962 werkte hij ook met het Tonhalle Orchester Zürich (tot 1972), en vanaf 1967 tot zijn dood met de Münchner Philharmoniker. Met dit laatste orkest maakte hij quadrafonische opnamen. Hij dirigeerde de muzikale omlijsting van de Olympische Zomerspelen 1972 in München. In 1976 werd hij benoemd tot chef-dirigent van het BBC Symphony Orchestra, maar de opening van de Proms (Henry Wood Promenade Concerten) op 16 juli 1976 (ruim een maand na zijn dood) met de Missa Solemnis van Beethoven werd een herdenkingsconcert.

## Waardering
Kempe gold als een specialist voor het 19e-eeuwse repertoire. Hij dirigeerde zowel symfonische muziek als opera's, in het bijzonder uit het laatromantische Duits-Oostenrijkse repertoire van onder anderen Wagner, Bruckner en Brahms. Hij genoot ook groot gezag door zijn interpretaties van de werken van Richard Strauss. Zijn opnamen van diens complete symfonische gedichten met de Staatskapelle Dresden gelden nog steeds als maatgevend. Andere belangrijke opnamen maakte hij van de symfonieën van Beethoven (met de Münchner Philharmoniker), de Symphonie fantastique van Berlioz (met de Wiener Philharmoniker), het Requiem van Mozart en alle symfonieën van Brahms en diens Ein deutsches Requiem (met de Berliner Philharmoniker). Op operagebied zijn er onder meer Die Meistersinger von Nürnberg (Berliner Philharmoniker), Lohengrin (Wiener Philharmoniker), Der Ring des Nibelungen (gemaakt in Bayreuth), Smetana's De verkochte bruid (met de Bamberger Symphoniker), Webers Der Freischütz (Staatskapelle Dresden) en met hetzelfde orkest Ariadne auf Naxos van Strauss. Juist doordat zijn dirigeerstijl onsentimenteel, zakelijk en precies was, bracht hij een maximaal emotioneel effect over op de luisteraars.